# Khalistan Liberation Force

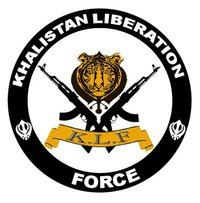
Offizielles Logo der Khalistan Liberation Force

Die Khalistan Liberation Force (kurz KLF) (Panjabi ਖ਼ਾਲਿਸਤਾਨ ਲਿਬਰੇਸ਼ਨ ਫ਼ੋਰਸ) ist eine separatistische militante Organisation der Khalistan-Bewegung mit Sitz im indischen Bundesstaat Punjab. Ihr Ziel ist die Errichtung eines souveränen Sikh-Staates mit dem Namen Khalistan durch bewaffneten Kampf. Die Khalistan Liberation Force ist eine der wichtigsten bewaffneten Organisationen innerhalb der Khalistan-Bewegung. Sie führte während des Aufstands in Punjab diverse Attentate und Entführungen durch und lieferte sich Gefechte mit den indischen Streitkräften. Die KLF wird von Indien als Terrororganisation eingestuft.

## Geschichte
Die Khalistan Liberation Force verübte in den 1980er und 1990er Jahren mehrere Sprengstoffanschläge auf militärische Ziele in Indien, wobei sie teilweise mit kaschmirischen Separatisten zusammenarbeitete.
Die KLF gehörte zu den Sikh-Organisationen, die die Verantwortung für die Entführung des rumänischen Geschäftsträgers Liviu Radu in Neu-Delhi im Jahr 1991 übernahmen. Als Motiv wird eine Vergeltungsaktion für die Festnahmen von KLF-Mitgliedern durch Rumänien vermutet, die des versuchten Attentats auf den indischen Botschafter Julio Francis Ribeiro in Bukarest verdächtigt wurden. Liviu Radu war unverletzt freigelassen worden, nachdem sikhistische Politiker die Aktion kritisiert hatten.
Im Jahr 1991 nahm die Khalistan Liberation Force zusammen mit der Bhindranwale Tiger Force of Khalistan und Sohan Singh, dem Leiter des Panthic Committee, an den geheimen Friedensverhandlungen mit Indien in Ludhiana teil. Diese Treffen wurden vom damaligen indischen Innenminister Subodh Kant Sahay, der hierfür direkte Anweisungen durch den damaligen Premierminister Chandra Shekhar erhielt, initiiert. Angeblich wurden die Friedensbemühungen vom pakistanischen Geheimdienst Inter-Services Intelligence sabotiert. Der Direktor des Intelligence Bureau, Maloy Krishna Dhar, erklärte in einem von The Hindu veröffentlichten Pressebericht:
„Premierministerin Benazir Bhutto und ihre ISI-Berater waren entschlossen, den Frieden nicht gelingen zu lassen. Pakistans geheimer Krieg in Jammu und Kaschmir ist 1990 ausgebrochen, und der Punjab-Konflikt band unsere Truppen und bedrohte unsere logistischen Routen nach Jammu und Kaschmir.“
Die KLF wurde 1995 als eine der vier „größten militanten Gruppen“ innerhalb der Khalistan-Bewegung aufgeführt. Sie war in den 1980er und 1990er Jahren die wichtigste bewaffnete Gruppe innerhalb der separatistischen Khalistan-Bewegung und in dieser Rolle für Attentate, Entführungen und Gefechte mit den indischen Streitkräften verantwortlich. Die Khalistan-Bewegung wurde Mitte der 1990er Jahre weitgehend niedergeschlagen.
Die indische Regierung behauptete im Jahr 1995, Pakistan habe militanten Sikh-Kämpfern Zuflucht geboten und sie mit Unterstützung versorgt.
Im Jahr 1999 wurde berichtet, dass der ehemalige KLF-Terrorist Manjinder Singh Issi, der an der Entführung Liviu Radus beteiligt gewesen war, von der KLF desillusioniert wurde, als ihm klar wurde, dass ihre pakistanischen Anhänger mehr an zerstörerischer Gewalt im Punjab als an der Autonomie der Sikhs interessiert waren.

## Heutige Situation
Aus der Befragung von drei am 4. August 2014 verhafteten Kämpfern der Khalistan-Bewegung konnten Informationen zur Finanzierung der KLF entnommen werden. So stammen Finanzmittel der Organisation aus dem Vereinigten Königreich, Malaysia, Spanien und Kanada.
Es wird vermutet, dass die Khalistan Liberation Army (KLA) entweder eine Fraktion der KLF darstellte, mit dieser in Verbindung stand oder sich von ihr abgespalten habe.
Am 26. Dezember 2018 wurde die Khalistan Liberation Force durch das Innenministerium Indiens als verbotene Organisation gemäß dem Unlawful Activities (Prevention) Act eingestuft und somit verboten.
Auch im Jahr 2023 kommt es immer noch zu Verhaftungen im Zusammenhang mit der KLF.

## Führung
Die Khalistan Liberation Force (Jathebandi) wurde 1986 von Aroor Singh und Sukhvinder Singh Babbar gegründet. Weitere Anführer, die nach Aroor Singh die KLF leiteten, waren Avtar Singh Brahma (am 22. Juli 1988 von der Polizei in Punjab getötet), Gurjant Singh Budhsinghwala (am 29. Juli 1992 von indischen Sicherheitskräften getötet), Navroop Singh (am 4. August 1992 von der Polizei in Punjab getötet) und Navneet Singh Khadian (am 25. Februar 1994 getötet). Nach dem Tod von Navneet Singh Kadian ging die Führung der KLF an Pritam Singh Sekhon über.
Nach Sekhons Tod im Jahr 1999 blieb die Organisation zunächst ohne Anführer und wurde als vermutlich nicht mehr aktiv angesehen, obwohl im Namen der KLF bis ins 21. Jahrhundert kleinere Aktivitäten stattfanden. Die KLF wurde schließlich 2008 unter der Führung von Harminder Singh Nihang neu organisiert, nachdem es im Bundesstaat Punjab zu „sikhfeindlichen Vorfällen“ durch die indische Nichtregierungsorganisation Dera Sacha Sauda gekommen war. Harminder Singh Nihang blieb bis zum April 2018 der Anführer der KLF, als er im Patiala-Gefängnis einem Herzinfarkt erlag.
Nach der Verhaftung von Harminder Singh wurde 2014 Harmeet Singh zum amtierenden Jathedar ernannt. Anfang 2020 wurde Harmeet Singh ermordet. Anschließend übernahm der im Vereinigten Königreich ansässige Avtar Singh Khanda als Ranjodh Singh die Führung der KLF. Khanda starb am 14. Juni 2023 an einer mutmaßlichen Vergiftung, drei Tage vor dem Mordanschlag auf Hardeep Singh Nijjar, einem weiteren Anführer aus der Khalistan-Bewegung, und der nachfolgenden diplomatischen Krise zwischen Kanada und Indien.

## Aktivitäten
- 14. Dezember 1987: Attentat auf die Polizeioberkommissare Avinder Singh Brar und KRS Gill. Beide kamen bei dem Anschlag ums Leben.[26]
- 25. Juni 1989: Die KLF griff in Moga eine Versammlung von National-Service-Scheme-Freiwilligen mit automatischen Schusswaffen und Sprengstoff an. 25 Menschen wurden getötet und 31 weitere verwundet.[27][28]
- 9. Oktober 1991: Kämpfer der KLF entführten den rumänischen Geschäftsträger Liviu Radu auf dem Weg zur rumänischen Botschaft in Neu-Delhi.[29] Radu wurde etwa sieben Wochen später von seinen Entführern freigelassen.[30]
- 2016–2017: Bei einer Serie von Attentaten wurden unter anderem ein Anführer der Rashtriya Swayamsevak Sangh[31], zwei Funktionäre der Shiv Sena[32], ein christlicher Pastor[33] und zwei Anhänger der Dera Sacha Sauda getötet.[34]